# Bombina pachypus
Bombina pachypus é um anfíbio anuro da família Bombinatoridae que vive na Itália.

## Distribuição e habitat
É encontrada com mais frequência ao sul de Pó, ao longo dos Apeninos até Calabria, ausente na Sicília, Sardenha e nas ilhas menores. É encontrada principalmente em pequenas lagoas temporárias e é muito rara sua presença nas planícies, sendo que, sua população é mais abundante em áres de morro ou montanha. Pode-se encontrá-la à 1 600 metros no Parque Nacional de Pollino.

## Reprodução
Durante o acasalamento o macho segura a fêmea. A época de acasalamento dura cerca de sete meses (abril a outono), mas, se os ambientes não forem drenados, dura somente três meses no máximo em maio, junho e julho. Estes anfibios tendem a retornar para a dezova a cada ano.